# HD 110666
HD 110666，又名CD-27 8832，SAO 181063、HR 4839，是一颗恒星，视星等为5.48，位于銀經300.95，銀緯34.52，其B1900.0坐标为赤經12h 38m 40.6s，赤緯-27° 34.52′ 30″。